# 一結
一結，是台灣宜蘭縣宜蘭市的一個傳統地域名稱，位於該市北部。相較於今日行政區，其範圍大致與茭白里相近。
此外羅東生活圈也有相同的地名，從一結到五結，因此宜蘭地區和羅東地區各自有各自以“結”為地名的地方

## 歷史
台灣清治末期，一結地區為一街庄，稱為「一結庄」，隸屬於四圍堡。該庄東與辛仔罕庄為鄰，西南與二結庄為鄰，北邊為大陂庄，東北邊一小段與四結庄為界。
1901年（日治明治三十四年）11月，廢縣廳改設二十廳，該庄隸屬於宜蘭廳，編入第二區。1905年（明治三十八年）7月，第二區改名「四圍區」。1909年（明治四十二年）10月，合併二十廳為十二廳，該庄仍隸屬於宜蘭廳。1920年（大正九年），廢十二廳改設五州二廳，該庄改制為「一結」大字，隸屬於臺北州宜蘭郡礁溪庄。1940年10月宜蘭街升格為宜蘭市，一結併入宜蘭市。
戰後宜蘭市改制為縣轄市，隸屬於臺北縣，大字改制為里。1950年10月，北、基、宜分治，宜蘭市改隸屬於宜蘭縣。

## 聚落
本地區發展較早的聚落為一結，在日治期初期的官方地圖上已有記載。此外，本地區最南端已發展成為新店聚落的一部分。

## 交通
省道台9線（中山路五段）又稱「東部幹線」，大致以北北東—南南西走向經過一結地區東部邊界最北段，隨後轉東南離境。由該道向北北東可前往礁溪、頭城西南部、坪林、石碇、新店等地，向東南繞過宜蘭市區可前往五結、羅東、冬山、蘇澳等地。
縣道192號是龍潭至大福的道路，大致以西北—東南走向經過本地區西南部邊界地帶。由該道路向西北可前往龍潭並止於鄉道宜5線路口，向東南可前往辛子罕、五間、土圍、上福並止於省道台2線路口。

## 學校
- 新生國小